# Campo Mourão (gemeente)
Campo Mourão is een gemeente in de Braziliaanse deelstaat Paraná. De gemeente telt 90.460 inwoners (schatting 2009).
Ten zuidoosten van de stad ligt het Staatspark Lago Azul.
De plaats is zetel van het rooms-katholieke bisdom Campo Mourão.

## Aangrenzende gemeenten
De gemeente grenst aan Araruna, Barbosa Ferraz, Corumbataí do Sul, Farol, Luiziana, Mamborê en Peabiru.

## Verkeer en vervoer
De plaats ligt aan de wegen BR-158, BR-272, BR-369, BR-487, PR-317 en PR-558.

## Geboren
- Daniel Pereira (1965), gouverneur van Rondônia[1]

## Galerij

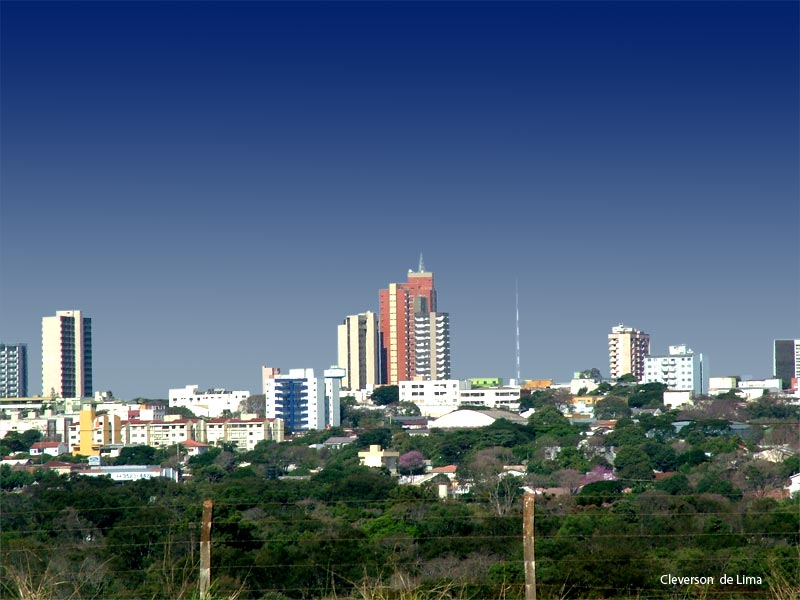
Campo Mourão
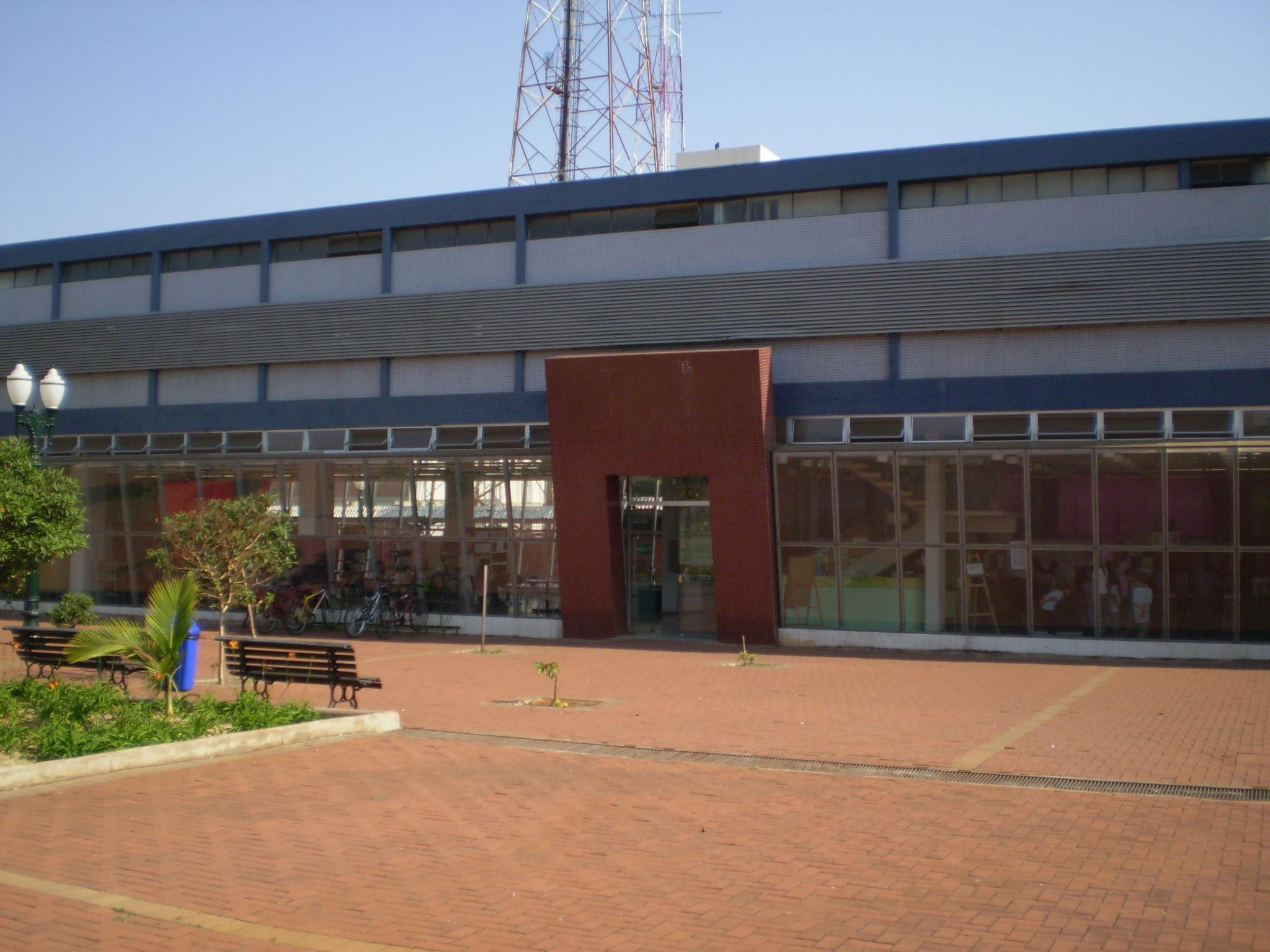
Stadion da Luz
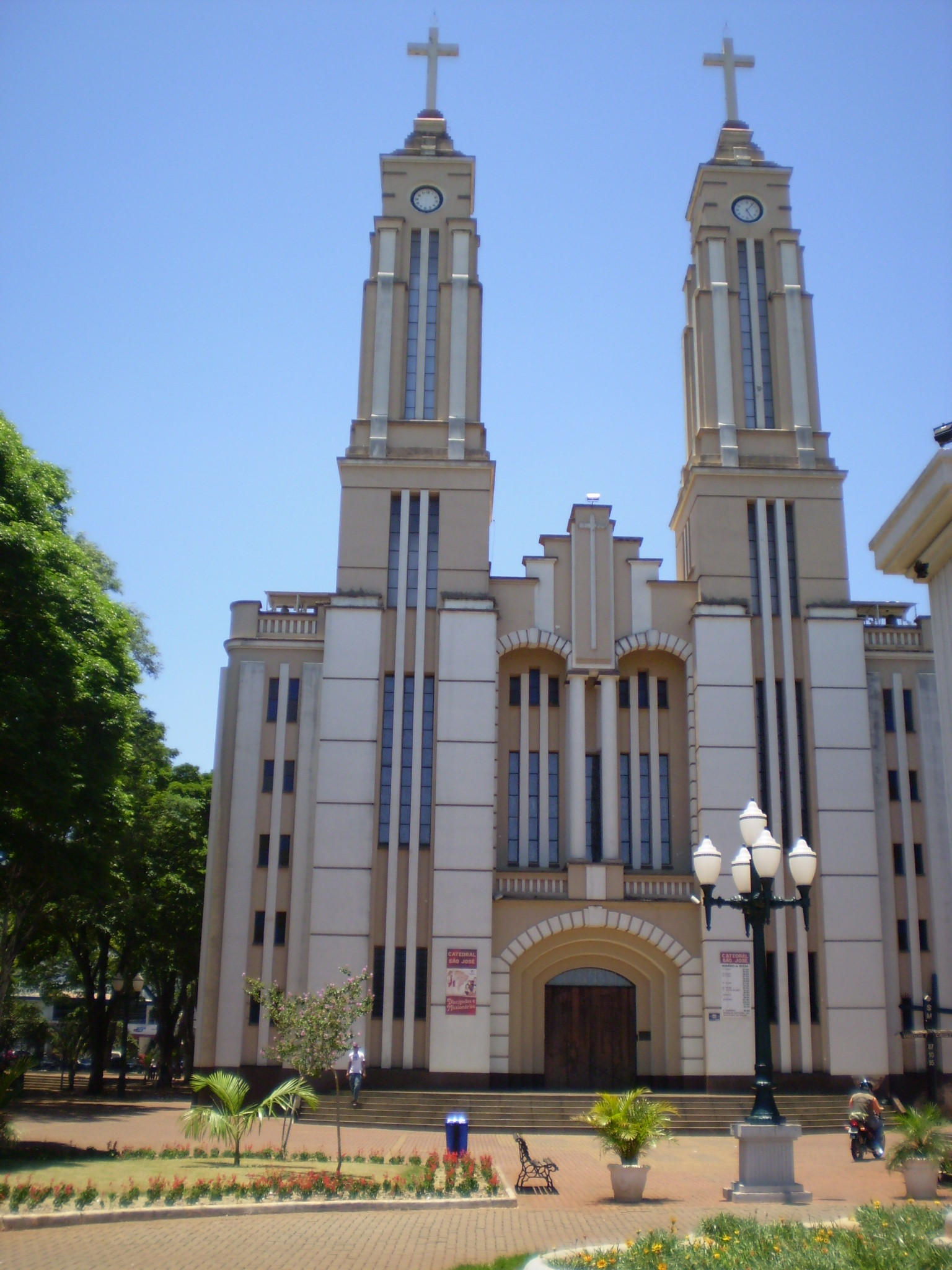
Kathedraal São José